# Gnomes de Zurich

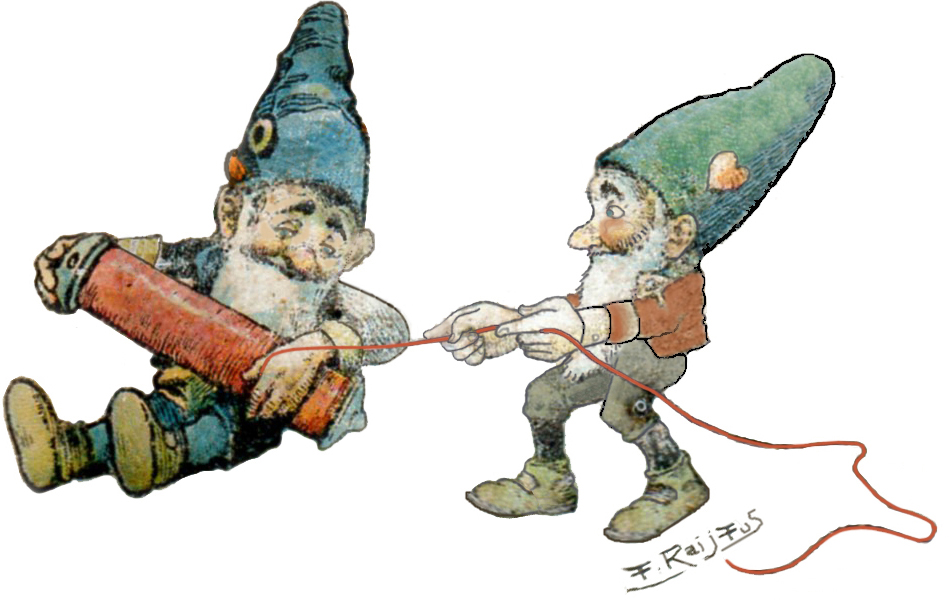
Illustration de deux gnomes.

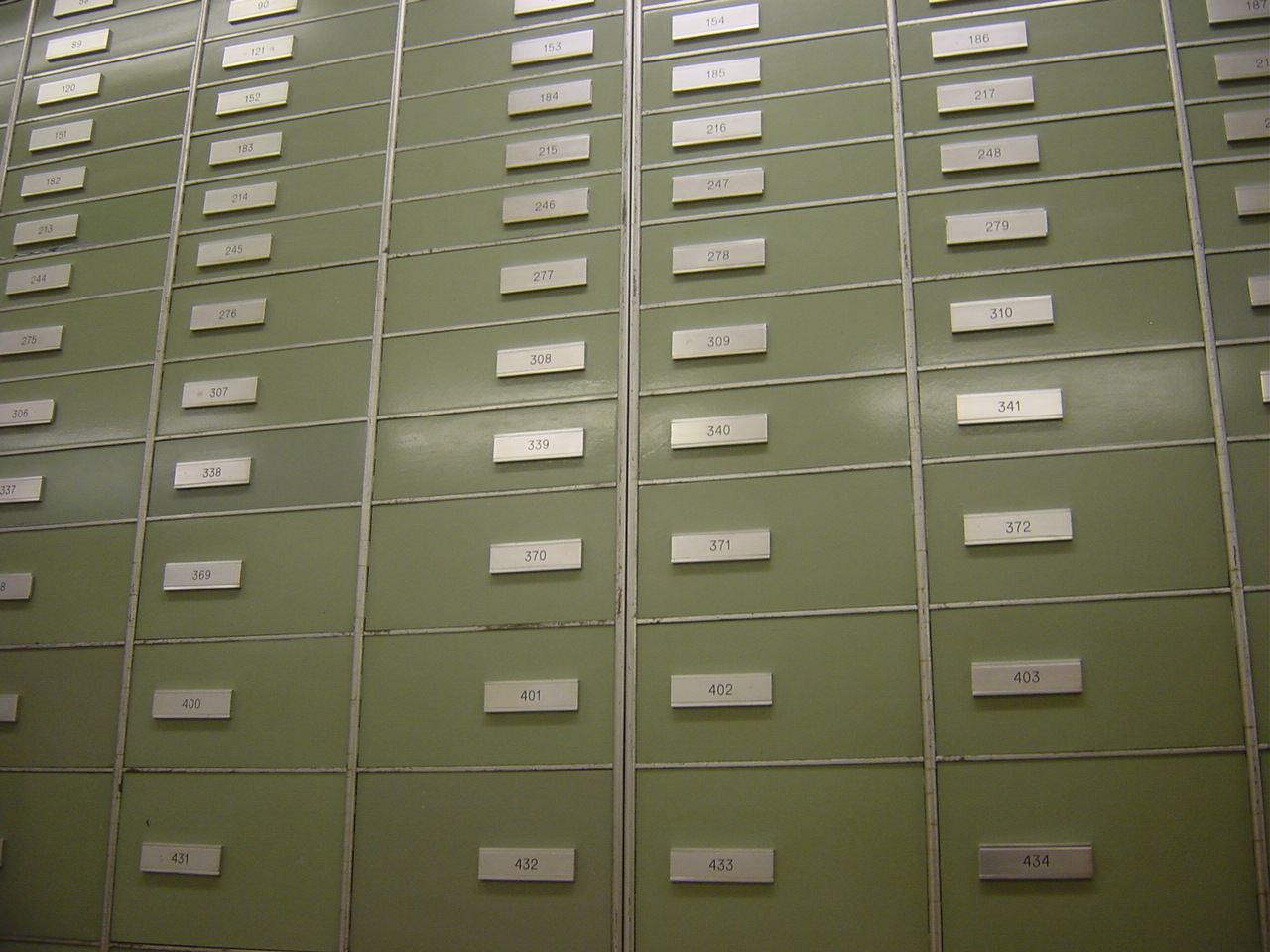
Coffres individuels dans une banque en Suisse.

Les Gnomes de Zurich sont des banquiers suisses en langage argotique. Ceux-ci sont associés dans l'imaginaire populaire au principe du secret bancaire poussé à l'extrême, comme les gnomes des contes de fées qui sous terre, comptent leurs richesses en secret. Zurich est la capitale financière de la Suisse.

## Histoire
Après la Seconde Guerre mondiale, les politiciens du Parti travailliste s'inquiétaient de la spéculation pesant sur l'économie britannique
,.
Une des premières traces de l'expression remonte à une réunion de crise du Parti travailliste en novembre 1964 et est attribuée à Harold Wilson. Les personnalités politiques accusaient les banques suisses de spéculer contre la livre sterling. Durant cette réunion, George Brown déclara : « The gnomes of Zürich are at work again » (les gnomes de Zurich sont à nouveau au travail). Le terme « Gnomes de Zurich » fut également utilisé à l'époque par d'autres personnalités politiques: le Premier ministre britannique d'alors, Harold Wilson, s'engagea à résister au  sinistre pouvoir des gnomes.

## Postérité
Rapidement l'expression se propagea, certaines personnalités du monde bancaire suisses commencèrent à répondre au téléphone : « allo, gnome à l'appareil ». Un banquier suisse audacieux alla jusqu'à s'installer à Londres sous l'enseigne « Gnome of Notting Hill ». Depuis les années soixante, les banques de Zurich ont cependant perdu de l'influence qu'elles avaient dans la finance mondialisée au profit de Londres, New York, Dubaï et Hong Kong. Le musée de la monnaie de Zurich présente une sculpture de gnome. Jurg Conzett du musée de Zurich indique que de nos jours les banquiers et banquières considèrent l'appellation gnome pratiquement comme un titre de noblesse. Les banques actuellement implantées à Londres qui craignent une augmentation de la fiscalité, des réglementations plus contraignantes et une animosité grandissante du public à l'égard de la banque d'affaires envisagent de déménager massivement à Zurich où la banque est « une religion d'État ».